# Georges Frédéric Parrot
Pour les articles homonymes, voir Parrot.
Georges-Frédéric (Georg Friedrich) Parrot, né le 5 juillet 1767 à Mömpelgard (Duché de Wurtemberg) (actuellement Montbéliard) et mort le 20 juillet 1852 à Helsinki, est un physicien allemand.
Il fut élu en 1802 premier recteur de l'université de Dorpat, (aujourd'hui université de Tartu en Estonie), après sa réouverture (l'université de Dorpat fut fondée par le roi Gustave Adolphe de Suède en 1632) fut décidée par le tsar Paul Ier puis sous Alexandre Ier, ami de Georges-Frédéric Parrot.
Il décédera le 20 juillet 1852 à l’occasion d’un voyage à Helsingfors (Helsinki), dans ce qui était alors le Grand-duché de Finlande, autonome dans l’Empire russe.
Son fils est le naturaliste Johann Jacob Friedrich Wilhelm Parrot (1792-1841).

## Travaux sur l'électricité
L'électricité était un domaine de recherche nouveau au début du XIXe siècle. Parrot a fait plusieurs découvertes scientifiques importantes dans ce domaine, étant le premier scientifique au monde à expliquer correctement le fonctionnement de la pile voltaïque. À savoir, Parrot a compris que la tension électrique augmente dans l'accumulateur à la suite de la réaction chimique entre les métaux et l'électrolyte. 

## Collaboration avec Moritz von Jacobi
Parrot a réalisé en particulier, pour son collègue physicien d'origine prussienne Moritz von Jacobi, un ensemble de batteries voltaïques zinc-acide sulfurique, réparties en 320 paires de plaques pesant plus de 180 kg.
Jacobi a utilisé pour la première fois cette alimentation électrique le 13 septembre 1838 à Saint-Pétersbourg, sur un bateau électrique (de) d'environ 8 mètres de longueur, propulsé par 2 roues à aubes actionnées par 2 « moteurs électromagnétiques Jacobi » d’une puissance d'environ 220 W. Le navire a navigué à contre-courant sur la Néva, avec une dizaine de passagers à bord : il a pu ainsi parcourir 7,5 km à une vitesse d'environ 2,5 km/h.

## Hommages posthumes
Un bas-relief du pont qui mène à l'université présente un médaillon du portrait du recteur Georges-Frédéric Parrot, surmonté des mots : Primo Rectori Universitatis Dorpatentis (Premier Recteur de l'Université de Dorpat). L'autre côté du pont est décoré de la mention Otium reficit vires (Le repos restaure la force).
L'accord franco-estonien de coopération scientifique et technologique, signé en juillet 2002, porte le nom de Georges-Frédéric Parrot.